# Зеландський міст
Зеландський міст (нід. Zeelandbrug) — автомобільно-велосипедний міст у провінції Зеландія (Нідерланди). Сполучає острови-громади Норд-Бевеланд і Схаувен-Дейвеланд. Прокладено над колишнім естуарієм річки Шельда — Східною Шельдою. Маючи довжину 5022 м, був найдовшим мостом в Європі в 1965 — 1972 роках, поки в Швеції не було відкрито Еландський міст завдовжки 6070 м. Станом на 2016 рік Зеландський міст займає 113-е місце у списку найдовших мостів світу. Найдовший міст країни з 1965 року по теперішній час.
Зеландські міст складається з 50 прольотів (48 х 95 м та 2 х 72,5 м), плюс 40-метрова дистанція що розкривається для проходу суден. Ширина мосту на різних дистанціях становить від 8 до 10 м, організовано рух по одній автомобільній і однієї велосипедній смузі в кожну сторону. Загальна висота конструкції становить 16 м, висота склепіння над водою — 13 м. Забудовником виступила компанія Van Hattum en Blankevoort, будівництво велося в 1963—1965 роках, відкриття моста відбулося 15 грудня 1965 року (тому днем раніше назавжди було припинено поромне сполучення між островами Норд-Бевеланд і Схаувен-Дейвеланд, що існувало з 1912 року), на церемонії була присутня королева країни Юліана. Свою нинішню назву міст офіційно здобув 13 квітня 1967 року. З метою окупити витрачені на будівництво кошти, проїзд по мосту був платним в 1965 — 1989 роках.
9 травня 1974 року в міст врізався плавучий кран (англ. floating sheerleg), в результаті чого на дев'ять днів міст був закритий як для автомобільно-велосипедного руху, так і для проходу суден під ним. На ремонт мосту було витрачено близько трьох мільйонів гульденів (близько 1 360 000 євро в цінах 2016 року).
15 грудня 2015 року, в свій 50-й «день народження», Зеландський міст був визнаний національним пам'ятником.